# 735
Évszázadok: 7. század – 8. század – 9. század
Évtizedek: 680-as évek – 690-es évek – 700-as évek – 710-es évek – 720-as évek – 730-as évek – 740-es évek – 750-es évek – 760-as évek – 770-es évek – 780-as évek
Évek: 730 – 731 – 732 – 733 –  734 – 735 – 736 – 737 – 738 – 739 – 740

## Események

### Európa
- Meghal (vagy lemond és kolostorba vonul) Odo, Aquitánia hercege; utóda fia, I. Hunald. Hogy függetlenedési törekvéseit letörje, Martell Károly frank majordomus bevonul Aquitániába és ellenállás nélkül megszállja Bourdeaux-ot. Hunald hűbéri esküt tesz Károlynak.
- Liutprand longobárd király betegsége miatt társuralkodóvá veszi maga mellé unokaöccsét, Hildeprandot.
- Ceolwulf northumbriai király kérésére III. Gergely pápa érsekségi rangra emeli a yorki püspökséget.

### Omajjád Kalifátus
- Marván ibn Muhammad az Ibériai Királyság ellen vezet hadjáratot. Elpusztítja Chumi és Cihegodzsi városait, de Anakopia erődjével nem boldogul és visszavonul.
- Örményországban (a mai Vajoc Dzor tartományban) egy földrengés egy egész völgyet elpusztít és mintegy 10 ezer áldozatot követel.

### Távol-Kelet
- Súlyos feketehimlő-járvány tör ki Japánban. Két éven át dúl és a lakosság harmadát kiirtja.
- Tang Hszüan-cung kínai császár hivatalosan is visszaadja a koreai Silla királyságának a Tedong folyótól délre eső területeket, melyet még a Kogurjo elleni háborúban szálltak meg a kínaiak.

## Születések
- Alcuin, angol teológus

## Halálozások
- május 25. – Beda Venerabilis, angolszász történetíró
- Odo, aquitániai herceg
- Toneri, japán költő

## Fordítás
- Ez a szócikk részben vagy egészben  a(z)   735 című angol Wikipédia-szócikk ezen változatának fordításán alapul.  Az eredeti cikk szerkesztőit annak laptörténete sorolja fel. Ez a jelzés csupán a megfogalmazás eredetét és a szerzői jogokat jelzi, nem szolgál a cikkben szereplő információk forrásmegjelöléseként.